# Grande Prêmio do Brasil de 1993
Resultados do Grande Prêmio do Brasil de Fórmula 1 realizado em Interlagos em 28 de março de 1993. Foi a segunda etapa da temporada e marcou a última vitória de Ayrton Senna, da McLaren-Ford, em seu país.

## Treinos
As Williams haviam dominado os treinos livres e classificatórios. Alain Prost tinha marcado a pole-position e Damon Hill a segunda posição no grid de largada, completando a “dobradinha” da equipe de Frank Williams. A diferença de tempo entre Prost e Senna, que largou em terceiro, de quase dois segundos, chamou à atenção. Senna sabia do favoritismo das Williams, entretanto, esperava por uma boa prova, principalmente se a chuva chegasse durante a corrida, nivelando o nível dos carros, fazendo com que o piloto fizesse a diferença.

## Corrida[3]
Na largada, Michael Andretti e Gerhard Berger se envolveram em um acidente na curva que dá acesso ao "S do Senna". Os dois pilotos não sofreram ferimentos graves.
Ayrton pula para a segunda posição mas viu sua diferença em relação a Prost aumentar a cada volta. Na 24ª volta, Senna foi penalizado com um "Stop and Go" de 10 segundos, por ter feito uma manobra arriscada em cima de Erik Comas, caindo assim para a quarta posição.
Na 27ª volta, começou a chover em Interlagos e Senna percebendo que a precipitação podia se intensificar, fez seu pit stop primeiro para trocar os pneus "slick", pelos pneus de chuva. Os demais pilotos foram parando para trocarem os seus pneus, enquanto que Prost resolveu continuar com os pneus "slick". Na 28ª volta, Aguri Suzuki perde o controle de sua Arrows e bate violentamente no muro da reta dos boxes, por não ter trocado os seus pneus, e na 29ª volta Prost não conseguiu mais segurar a sua Williams, rodando e se chocando com a Minardi de Christian Fittipaldi, que tinha rodado também, por não ter trocado os pneus, assim os dois carros foram parar na caixa de brita.
Devido a esses acidentes, somado com a chuva fortíssima que caia no autódromo, a direção de prova decidiu aplicar a bandeira amarela em todo o circuito, assim o safety-car entrou na pista e Hill se torna o novo líder da prova.
Na 36ª volta, ocorre a relargada com Hill em primeiro. Imediatamente, Senna entra nos boxes antes de todos os pilotos e troca os pneus de chuva pelos pneus slick. Os demais foram efetuando as trocas nas voltas seguintes, sendo que Hill fez a sua parada mas conseguiu voltar na frente de Senna. Mesmo assim foi o suficiente para o brasileiro alcançar o carro do piloto inglês.
Na 41ª volta, Senna entra pela esquerda da subida do laranjinha, faz a ultrapassagem em cima do carro de Damon Hill e consegue tomar a primeira posição do inglês.
A partir de então, Senna administra a sua vantagem conseguida em cima do piloto inglês e parte para a sua 37ª vitória, a segunda e última conseguida em Interlagos.
Único ponto de Alex Zanardi na F1

## Pós corrida
Logo após o final da corrida, a torcida brasileira invade a pista para comemorar a vitória, nesse instante o carro de Senna pára na pista e vê sua McLaren cercada pelos torcedores. Após ajuda, ele consegue sair do carro e comemora com a torcida, dando uma volta no circuito no carro de segurança.

## Treinos classificatórios
| 1º treino classificatório | 1º treino classificatório | 1º treino classificatório | 1º treino classificatório | 1º treino classificatório |
| Pos.                      | Nº                        | Piloto                    | Equipe                    | Tempo                     |
| ------------------------- | ------------------------- | ------------------------- | ------------------------- | ------------------------- |
| 1                         | 2                         | Alain Prost               | Williams-Renault          | 1:16.809                  |
| 2                         | 0                         | Damon Hill                | Williams-Renault          | 1:17.856                  |
| 3                         | 8                         | Ayrton Senna              | McLaren-Ford              | 1:18.639                  |
| 4                         | 5                         | Michael Schumacher        | Benetton-Ford             | 1:19.061                  |
| 5                         | 29                        | Karl Wendlinger           | Sauber                    | 1:19.230                  |
| 6                         | 27                        | Jean Alesi                | Ferrari                   | 1:19.260                  |
| 7                         | 28                        | Gerhard Berger            | Ferrari                   | 1:19.561                  |
| 8                         | 12                        | Johnny Herbert            | Lotus-Ford                | 1:19.830                  |
| 9                         | 19                        | Philippe Alliot           | Larrousse-Lamborghini     | 1:20.057                  |
| 10                        | 20                        | Erik Comas                | Larrousse-Lamborghini     | 1:20.061                  |
| 11                        | 7                         | Michael Andretti          | McLaren-Ford              | 1:20.093                  |
| 12                        | 26                        | Mark Blundell             | Ligier-Renault            | 1:20.281                  |
| 13                        | 6                         | Riccardo Patrese          | Benetton-Ford             | 1:20.388                  |
| 14                        | 25                        | Martin Brundle            | Ligier-Renault            | 1:20.390                  |
| 15                        | 30                        | J. J. Lehto               | Sauber                    | 1:20.571                  |
| 16                        | 11                        | Alessandro Zanardi        | Lotus-Ford                | 1:20.891                  |
| 17                        | 14                        | Rubens Barrichello        | Jordan-Hart               | 1:20.999                  |
| 18                        | 4                         | Andrea de Cesaris         | Tyrrell-Yamaha            | 1:21.224                  |
| 19                        | 9                         | Derek Warwick             | Footwork-Mugen/Honda      | 1:21.532                  |
| 20                        | 23                        | Christian Fittipaldi      | Minardi-Ford              | 1:21.547                  |
| 21                        | 21                        | Michele Alboreto          | Scuderia Italia-Ferrari   | 1:21.752                  |
| 22                        | 3                         | Ukyo Katayama             | Tyrrell-Yamaha            | 1:21.923                  |
| 23                        | 24                        | Fabrizio Barbazza         | Minardi-Ford              | 1:22.112                  |
| 24                        | 10                        | Aguri Suzuki              | Footwork-Mugen/Honda      | 1:22.297                  |
| 25                        | 22                        | Luca Badoer               | Scuderia Italia-Ferrari   | 1:22.938                  |
| 26                        | 15                        | Ivan Capelli              | Jordan-Hart               | 1:23.674                  |

| 2º treino classificatório | 2º treino classificatório | 2º treino classificatório | 2º treino classificatório | 2º treino classificatório |
| Pos.                      | Nº                        | Piloto                    | Equipe                    | Tempo                     |
| ------------------------- | ------------------------- | ------------------------- | ------------------------- | ------------------------- |
| 1                         | 2                         | Alain Prost               | Williams-Renault          | 1:15.866                  |
| 2                         | 0                         | Damon Hill                | Williams-Renault          | 1:16.859                  |
| 3                         | 8                         | Ayrton Senna              | McLaren-Ford              | 1:17.697                  |
| 4                         | 5                         | Michael Schumacher        | Benetton-Ford             | 1:17.821                  |
| 5                         | 7                         | Michael Andretti          | McLaren-Ford              | 1:18.635                  |
| 6                         | 6                         | Riccardo Patrese          | Benetton-Ford             | 1:19.049                  |
| 7                         | 30                        | J. J. Lehto               | Sauber                    | 1:19.207                  |
| 8                         | 29                        | Karl Wendlinger           | Sauber                    | 1:19.270                  |
| 10                        | 26                        | Mark Blundell             | Ligier-Renault            | 1:19.296                  |
| 11                        | 19                        | Philippe Alliot           | Larrousse-Lamborghini     | 1:19.340                  |
| 12                        | 12                        | Johnny Herbert            | Lotus-Ford                | 1:19.435                  |
| 13                        | 27                        | Jean Alesi                | Ferrari                   | 1:19.549                  |
| 14                        | 14                        | Rubens Barrichello        | Jordan-Hart               | 1:19.593                  |
| 13                        | 28                        | Gerhard Berger            | Ferrari                   | 1:19.735                  |
| 15                        | 11                        | Alessandro Zanardi        | Lotus-Ford                | 1:19.804                  |
| 16                        | 25                        | Martin Brundle            | Ligier-Renault            | 1:19.835                  |
| 17                        | 20                        | Erik Comas                | Larrousse-Lamborghini     | 1:19.868                  |
| 18                        | 9                         | Derek Warwick             | Footwork-Mugen/Honda      | 1:20.064                  |
| 19                        | 10                        | Aguri Suzuki              | Footwork-Mugen/Honda      | 1:20.232                  |
| 20                        | 23                        | Christian Fittipaldi      | Minardi-Ford              | 1:20.716                  |
| 21                        | 22                        | Luca Badoer               | Scuderia Italia-Ferrari   | 1:20.908                  |
| 22                        | 3                         | Ukyo Katayama             | Tyrrell-Yamaha            | 1:20.991                  |
| 23                        | 24                        | Fabrizio Barbazza         | Minardi-Ford              | 1:21.228                  |
| 24                        | 4                         | Andrea de Cesaris         | Tyrrell-Yamaha            | 1:21.368                  |
| 25                        | 21                        | Michele Alboreto          | Scuderia Italia-Ferrari   | 1:21.488                  |
| 26                        | 15                        | Ivan Capelli              | Jordan-Hart               | 1:21.789                  |

| Não classificado | Não classificado | Não classificado | Não classificado | Não classificado |
| Pos.             | Nº               | Piloto           | Chassi/Motor     | Tempo            |
| ---------------- | ---------------- | ---------------- | ---------------- | ---------------- |
| 26               | 15               | Ivan Capelli     | Jordan-Hart      | 1:21.789         |

## Grid de largada e classificação da prova
| Grid de largada | Grid de largada | Grid de largada      | Grid de largada         | Grid de largada |
| Pos.            | Nº              | Piloto               | Chassi/Motor            | Tempo           |
| --------------- | --------------- | -------------------- | ----------------------- | --------------- |
| 1               | 2               | Alain Prost          | Williams-Renault        | 1:15.866        |
| 2               | 0               | Damon Hill           | Williams-Renault        | 1:16.859        |
| 3               | 8               | Ayrton Senna         | McLaren-Ford            | 1:17.697        |
| 4               | 5               | Michael Schumacher   | Benetton-Ford           | 1:17.821        |
| 5               | 7               | Michael Andretti     | McLaren-Ford            | 1:18.635        |
| 6               | 6               | Riccardo Patrese     | Benetton-Ford           | 1:19.049        |
| 7               | 30              | J. J. Lehto          | Sauber                  | 1:19.207        |
| 8               | 29              | Karl Wendlinger      | Sauber                  | 1:19.230        |
| 9               | 27              | Jean Alesi           | Ferrari                 | 1:19.260        |
| 10              | 26              | Mark Blundell        | Ligier-Renault          | 1:19.296        |
| 11              | 19              | Philippe Alliot      | Larrousse-Lamborghini   | 1:19.340        |
| 12              | 12              | Johnny Herbert       | Lotus-Ford              | 1:19.435        |
| 13              | 28              | Gerhard Berger       | Ferrari                 | 1:19.561        |
| 14              | 14              | Rubens Barrichello   | Jordan-Hart             | 1:19.593        |
| 15              | 11              | Alessandro Zanardi   | Lotus-Ford              | 1:19.804        |
| 16              | 25              | Martin Brundle       | Ligier-Renault          | 1:19.835        |
| 17              | 20              | Erik Comas           | Larrousse-Lamborghini   | 1:19.868        |
| 18              | 9               | Derek Warwick        | Footwork-Mugen/Honda    | 1:20.064        |
| 19              | 10              | Aguri Suzuki         | Footwork-Mugen/Honda    | 1:20.232        |
| 20              | 23              | Christian Fittipaldi | Minardi-Ford            | 1:20.716        |
| 21              | 22              | Luca Badoer          | Scuderia Italia-Ferrari | 1:20.908        |
| 22              | 3               | Ukyo Katayama        | Tyrrell-Yamaha          | 1:20.991        |
| 23              | 4               | Andrea de Cesaris    | Tyrrell-Yamaha          | 1:21.224        |
| 24              | 24              | Fabrizio Barbazza    | Minardi-Ford            | 1:21.228        |
| 25              | 21              | Michele Alboreto     | Scuderia Italia-Ferrari | 1:21.488        |

| Classificação da prova | Classificação da prova | Classificação da prova | Classificação da prova  | Classificação da prova | Classificação da prova | Classificação da prova | Classificação da prova |
| Pos.                   | Nº                     | Piloto                 | Construtor              | Voltas                 | Tempo/Diferença        | Grid                   | Pontos                 |
| ---------------------- | ---------------------- | ---------------------- | ----------------------- | ---------------------- | ---------------------- | ---------------------- | ---------------------- |
| 1                      | 8                      | Ayrton Senna           | McLaren-Ford            | 71                     | 1:51:15.485            | 3                      | 10                     |
| 2                      | 0                      | Damon Hill             | Williams-Renault        | 71                     | + 16.625               | 2                      | 6                      |
| 3                      | 5                      | Michael Schumacher     | Benetton-Ford           | 71                     | + 45.436               | 4                      | 4                      |
| 4                      | 12                     | Johnny Herbert         | Lotus-Ford              | 71                     | + 46.557               | 12                     | 3                      |
| 5                      | 26                     | Mark Blundell          | Ligier-Renault          | 71                     | + 52.127               | 10                     | 2                      |
| 6                      | 11                     | Alessandro Zanardi     | Lotus-Ford              | 70                     | + 1 volta              | 15                     | 1                      |
| 7                      | 19                     | Philippe Alliot        | Larrousse-Lamborghini   | 70                     | + 1 volta              | 11                     |                        |
| 8                      | 27                     | Jean Alesi             | Ferrari                 | 70                     | + 1 volta              | 9                      |                        |
| 9                      | 9                      | Derek Warwick          | Footwork-Mugen/Honda    | 69                     | + 2 voltas             | 18                     |                        |
| 10                     | 20                     | Erik Comas             | Larrousse-Lamborghini   | 69                     | + 2 voltas             | 17                     |                        |
| 11                     | 21                     | Michele Alboreto       | Scuderia Italia-Ferrari | 68                     | + 3 voltas             | 25                     |                        |
| 12                     | 22                     | Luca Badoer            | Scuderia Italia-Ferrari | 68                     | + 3 voltas             | 21                     |                        |
| Ret                    | 29                     | Karl Wendlinger        | Sauber                  | 61                     | Motor                  | 8                      |                        |
| Ret                    | 30                     | J. J. Lehto            | Sauber                  | 52                     | Falha eletrônica       | 7                      |                        |
| Ret                    | 4                      | Andrea de Cesaris      | Tyrrell-Yamaha          | 48                     | Sistema de combustível | 23                     |                        |
| Ret                    | 2                      | Alain Prost            | Williams-Renault        | 29                     | Acidente               | 1                      |                        |
| Ret                    | 23                     | Christian Fittipaldi   | Minardi-Ford            | 28                     | Acidente               | 20                     |                        |
| Ret                    | 10                     | Aguri Suzuki           | Footwork- Mugen/Honda   | 27                     | Rodou                  | 19                     |                        |
| Ret                    | 3                      | Ukyo Katayama          | Tyrrell-Yamaha          | 26                     | Rodou                  | 22                     |                        |
| Ret                    | 14                     | Rubens Barrichello     | Jordan-Hart             | 13                     | Câmbio                 | 14                     |                        |
| Ret                    | 6                      | Riccardo Patrese       | Benetton-Ford           | 3                      | Suspensão              | 6                      |                        |
| Ret                    | 25                     | Martin Brundle         | Ligier-Renault          | 0                      | Acidente               | 16                     |                        |
| Ret                    | 24                     | Fabrizio Barbazza      | Minardi-Ford            | 0                      | Acidente               | 24                     |                        |
| Ret                    | 7                      | Michael Andretti       | McLaren-Ford            | 0                      | Acidente               | 5                      |                        |
| Ret                    | 28                     | Gerhard Berger         | Ferrari                 | 0                      | Acidente               | 13                     |                        |
| DNQ                    | 15                     | Ivan Capelli           | Jordan-Hart             | Não qualificado        | Não qualificado        | Não qualificado        | Não qualificado        |

## Tabela do campeonato após a corrida
| Pos.   | Piloto             | Pontos |
| ------ | ------------------ | ------ |
| 1      | Ayrton Senna       | 16     |
| 2      | Alain Prost        | 10     |
| 3      | Damon Hill         | 6      |
| 4      | Mark Blundell      | 6      |
| 5      | Michael Schumacher | 4      |
| Fonte: |                    |        |

| Pos.   | Construtor       | Pontos |
| ------ | ---------------- | ------ |
| 1      | Williams-Renault | 16     |
| 2      | McLaren-Ford     | 16     |
| 3      | Ligier-Renault   | 6      |
| 4      | Benetton-Ford    | 4      |
| 5      | Lotus-Ford       | 4      |
| Fonte: |                  |        |

- Nota: Somente as primeiras cinco posições estão listadas.